# Историческа достоверност на „Илиада“
Въпросът за историческата достоверност на „Илиада“, т.е. дали „Илиада“ описва реални исторически събития, се дискутира от векове. Древните елини са вярвали в истинността, докато учените от XVII – XVIII век приемат Троянската война по-скоро като легенда. Тясно свързан с темата е и т.нар. Омиров въпрос за авторството на „Илиада“ и „Одисея“. Въпреки утвърдените към XVIII век схващания, че Омировият епос е по-скоро мит, отколкото историческо сведение, не липсват ентусиасти, вярващи в обратното. След археологическите разкопки на Троя от Хайнрих Шлиман през 1870-те твърдението, че цикълът за Троянската война в някаква степен е базиран на исторически конфликт от XII век пр.н.е., става правдоподобно.

## История на археологическите проучвания
През XVIII век французинът Льо Шевалие търси Троя по крайбрежието на Мраморно море, но бива подвеждан от противоречиви указания на местното население и не открива нищо. След него, през XIX век австриецът фон Хан оглежда хълма Хисарлък. Към същото предполагаемо място се насочва и американецът Франк Калверт, но няма възможност да финансира мащабни разкопки. След него търсене започва Хайнрих Шлиман, който се оказва ключова личност. Той няма необходимото образование и научните среди гледат с недоверие на неговите идеи, но разполага с достатъчно средства. Воден от амбицията си, той започва т.нар. дълбоки разкопки, разрушава горните пластове и открива дебели 3 метра крепостни стени, царски дворец и къщи с каменни основи – наслоение, което по-късно е наречено Троя II. Три години на разкопки кулминират в откриването на голямо съкровище близо до западната порта на Троя II.
След смъртта на Шлиман, германецът Дьорпфелд продължава разкопките в Троя. Според него основата на Омировия град е Троя VI.
След прекъсване, разкопките се подновяват след Първата световна война от археологът Блиджен, който разделя на полупластове осемте натрупвания. Според хронологията, която съставя, Троя II е погинала към 2300 г. пр.н.е., a Троя VI – в края на XIV в. пр.н.е. Според Блиджен Омировата Троя е по-късното селище Троя VIIa, погинало при пожар на границата на XIII в. пр.н.е. и XII век пр.н.е.

## „Илиада“ като историческо сведение
| „                            | „Илиада“ и „Одисея“ могат да служат като исторически извор за въоръженото с историческо знание око, което познава особеностите на епическото изображение. Според справедливото сравнение на един историк у Омир пластовете историческа истина не са разположени като наслоенията на разкопан град; те се омесени като в тесто, така че по-ранното и по-късното се оказват едно до друго. | “ |
| Богданов, Б. Омировият епос. | |   |

Откритите от археолозите сведения през годините подкрепят историчността на Омировия епос, но има и противоречия:
- Разкопките, направени на хълма Хисарлъка, ни дават информация, че Троя наистина е съществувала.

- Според Омир Илион е бил опожарен. Такива следи се откриват в Троя VIIa. Според учените обаче пожарът не е причинен от човешка ръка, а по-скоро е следствие от земетресение. Древният град се е намирал в силно сеизмична зона. Символното значение на Троянския кон го свързва с бог Посейдон, който според „Илиада“ е построил и стените на Троя[2]. Освен бог на моретата той е наричан и „земетръсец“. Древните елини свързват бога с коня, което кара някои изследователи да смятат, че троянският кон е само метафора, използвана от Омир, за да пресъздаде земетресението, което е вероятната причина за разрушението на Троянските стени.

- В Микена е открит шлем, който точно отговаря на описанието в „Илиада“: „На главата си сложи кожен шлем, на който блестяха бели глигански зъби, ред след ред зашити здраво.“[2]

- Според Омир, Троя е разположена на древния Хелеспонт, днес Дарданели[2]. Това място е средоточие на исторически събития: освен войната между ахейци и троянци, Александър Македонски пресича с армията си тези земи в един от походите си. Османската империя също завладява тези места и след спечелването им ги е бранила със зъби и нокти. По време на Първата световна война за пролива се води битка между Турция и Антантата. Причината толкова нации и през различни епохи да водят битки по тези места, е в ключовото местоположение. Многото търговци и постоянното движение през тези земи е стимулирало икономическото развитие на държавата, която ги е притежавала. Това вероятно е причина не толкова голямата по площ Троя да е в икономически разцвет и да е описвана като богата и мирна страна.

- В проучванията и разкопките си на Троя VIIa, Блиджен открива много на брой питоси, големи делви за съхранение. Къщите в тази част били гъсто населени и разположени в централната част на крепостта, която е била и по-защитена. Това говори, че жителите по това време са търсили сигурност и са се запасявали с храна. Тези открития сочат, че вероятно градът е бил под обсада, както го описва Омир.

- Ако се вярва на Омир, през XII в. пр. Хр. боят с колесници е бил нещо нормално за древните гърци. Според много историци обаче, колесници не са с използвали вече поне от един век. Обсадата, която е описана, трае девет години и половина, а според археолозите Троя е обсаждана за пет-шест години.
- Цар Агамемнон и цар Резос са исторически личности, но първият е живял около 1200 пр. Хр., а вторият – през IX в. пр. Хр. Твърде е възможно песента (която в началото не е била записана, а само предавана устно) да е „донагласяна“ според времето, в което е живял всеки певец.